# أدريان دياكونو
أدريان دياكونو (بالرومانية: Adrian Diaconu)‏ مواليد 9 يونيو 1978 في بلويشت، هو ملاكم روماني يصنف ضمن فئة وزن خفيف الثقيل. حقق بطولة المجلس العالمي للملاكمة. شارك في دورة الألعاب الأولمبية الصيفية سنة 2000.

## إحصائيات
خاض خلال مسيرته 30 نزالا، فاز في 27 وخسر في 3. فاز بالضربة القاضية في 15 نزالا.

## وصلات خارجية
- أدريان دياكونو على موقع بوكس ريك (الإنجليزية) (registration required)
- أدريان دياكونو على موقع أوليمبيديا (الإنجليزية)
- أدريان دياكونو على موقع اللجنة الأولمبية الرومانية (الرومانية)

- الموقع الرسمي